# أتالانتا، سانتا كاتارينا
أتالانتا هي بلدية في ولاية سانتا كاتارينا في المنطقة الجنوبية من البرازيل.